# Bâton Rouge (restaurant)
Pour les articles homonymes, voir Bâton Rouge (homonymie).
Bâton Rouge Grillhouse & Bar est une chaîne de restaurants canadienne qui propose des côtes levées, des steaks et des grillades du jour.

## Historique
L'entreprise a été fondée à Laval, au Québec, en 1992. Il y avait 29 Bâton Rouge au Canada en 2010, principalement au Québec (Montréal, Québec, Sherbrooke) et en Ontario (Grand Toronto, Ottawa) avec des sites de 7 000 pi2 (650 m2) à 9 000 pi2 (836 m2) (840 m2). Le premier restaurant était situé au Carrefour Laval.
La chaîne de restaurants appartient maintenant au Groupe d'alimentation MTY, après l'achat à l'ancien propriétaire Pizza Delight basé à Moncton. MTY possède également de nombreuses autres chaînes de restaurants.
Le premier restaurant Bâton Rouge en Alberta a été ouvert en juillet 2010 à Quarry Park, Calgary ; fermé en 2012, il a rouvert en 2013. Il y a également un restaurant à Halifax, en Nouvelle-Écosse.En 2023, la chaîne comptais au total 28 franchisés au Québec, en Ontario et en Nouvelle-Écosse.
En 2008, un deuxième restaurant Bâton rouge est construit dans le secteur très fréquenté  des Galeries de la Capitale.
En 2015, Bâton Rouge Steakhouse & Bar, ouvre son premier restaurant a Drummondville. 
En 2019, les restaurants Bâton Rouge Steakhouse & Bar, et les propriétaires et franchisés, annonce l’ouverture du plus récent restaurant de la chaîne à Joliette.  
En 2022, la chaîne Bâton Rouge Steakhouse & Bar, fête ses 30 ans et prend le nom de Bâton Rouge Grillhouse & Bar et en profite pour moderniser son image. Ce changement de nom exprime sa passion pour la cuisson au grill.  
En 2023, après avoir été fermé pendant trois ans, à cause de dommages causé par des inondations , le restaurant Bâton Rouge du Complexe Desjardins, a rouvert officiellement ses portes avec un tout nouveau design moderne à l'image de la nouvelle identité de la marque.  